# Commissione centrale rifugi e opere alpine
La Commissione centrale rifugi ed opere alpine (uno degli organi tecnici centrali del Club Alpino Italiano), coadiuvata dalle commissioni regionali, si occupa della manutenzione e del buon funzionamento dei rifugi alpini.

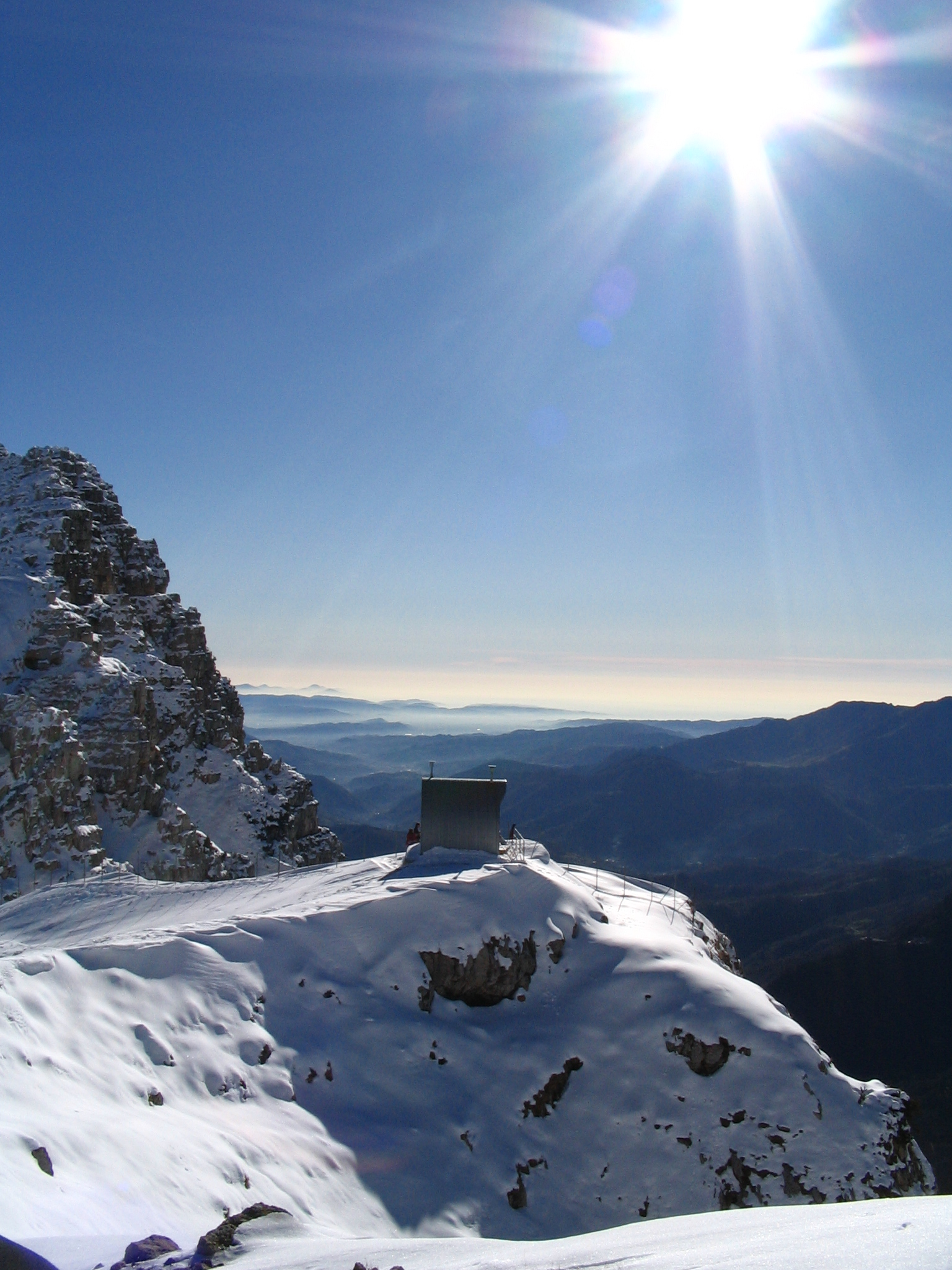
Bivacco Marzotto-Sacchi nelle Prealpi Venete

## Storia
Il 12 /12/ 1921, per la prima volta, si fa menzione d'una Commissione Rifugi per gestire i rifugi delle “terre irredente”, consegnati dopo la prima Guerra Mondiale all'Italia.
Ma la sua nascita ufficiale si ritiene avvenne  il 20/ 05/ 1931 con la circolare n.11, diramata dall'allora presidente del C.A.I., in cui si espongono le sue funzioni nell'ambito dell'associazione alpina. Suo primo presidente fu Aldo Bonacossa con vice Giovanni d'Entreves ed altri 8 componenti.

## Funzioni
Da quando nell'Ottocento in Occidente si cominciò a sviluppare la passione per le attività alpine, si cominciò a delineare anche la necessità di avere punti di appoggio in alta montagna per poter praticare in buona sicurezza tali attività ricreative.
Punti di appoggio sia quali semplici ricoveri (bivacchi) e sia quali vere e proprie strutture d'accoglienza dove poter rilassarsi, rifocillarsi e riposare. Una sorta di “locande” in alta quota: i rifugi alpini.
Da allora ad oggi si è passati da una manciata di rifugi sparsi nell'arco alpino (tipo il rifugio Alpetto sul Monviso e il rifugio della Cravatta sul Cervino) a ben 433 rifugi, 224 bivacchi fissi, 65 capanne sociali, 26 punti di appoggio e 15 ricoveri di emergenza sulle Alpi, gli Appennini fino alla Sicilia. Per una capacità complessiva di oltre 23.500 posti letto.
Di qui la necessità di un organo tecnico, quale la Commissione centrale rifugi ed opere alpine, in grado di amministrare un tale imponente patrimonio immobiliare, situato in un ambiente estremamente logorante e facilmente soggetto a calamità naturali di vario genere; potendo al contempo gestire, in tutta sicurezza ed accoglienza, un flusso umano non indifferente e che guarda al rifugio proprio per il significato etimologico di tale nome.
A tal fine, alle commissioni regionali, la Commissione centrale distribuisce i fondi volti alla manutenzione dei rifugi ed offre consulenze tecniche in vari campi per la sicurezza e l'igiene degli stessi; emana regolamenti e norme pubblicati nel “Regolamento generale rifugi” e controlla la loro applicazione; stabilisce annualmente il "Tariffario Rifugi".

## Presidenti
- 1931-? Aldo Bonacossa
- 1971-1976 Luigi Jagher
- 2016 - Giacomo Benedetti